# Manuel Pérez Ledesma
Manuel Pérez Ledesma (Madrid, 1944-15 de abril de 2018) fue un historiador e intelectual español. Catedrático de Historia contemporánea de la Universidad Autónoma de Madrid, destacó en el campo de la historia social.

## Formación
Licenciado con grado en Filosofía y Letras por la Universidad de Salamanca, fue procesado y condenado a cinco meses de arresto por su militancia en Comisiones Obreras. Miguel Artola dirigió su tesina, que Pérez Ledesma leyó en 1967, titulada La Unión General de Trabajadores en el movimiento obrero español (1888-1917). En 1976 obtuvo el doctorado por la Universidad Autónoma de Madrid con su tesis La Unión General de Trabajadores. Ideología y organización (1887-1931).

## Actividad docente
Desde octubre de 1970 continuó su trayectoria docente en la Universidad Autónoma de Madrid (UAM), primero como profesor adjunto contratado, y posteriormente como profesor titular (agosto de 1978) y catedrático (diciembre de 1988). Allí colaboró con Miguel Artola y Antonio María Calero, haciendo de su departamento uno de los más prestigiosos en Historia contemporánea.

## Actividad política
Cercano al marxismo, Manuel Pérez Ledesma fue, durante las elecciones de 1977, miembro de la Candidatura de Unidad Popular (CUP), a la izquierda del PCE y que integraba a grupos como el Movimiento Comunista, el Movimiento Socialista, el Partido Sindicalista y el Partido Comunista de los Trabajadores. Rápidamente desengañado sobre las posibilidades democráticas del comunismo, en 1979 participó desde la revista Autogestión y socialismo en el movimiento pro liberación de los miembros de Carta 77 encarcelados por la dictadura checa y pidió también la libertad para Andréi Sájarov, encarcelado por la dictadura soviética. En 1981 colaboró en la fundación del Grupo Radical de Madrid.

## Obra
Pérez Ledesma es uno de los principales autores en España en haber tratado la historia del movimiento obrero y de los movimientos sociales, así como el nacimiento de la ciudadanía. En su juventud, tradujo la obra clásica de Paul Lafargue, y ha escrito la historia de la Unión General de Trabajadores (UGT).

## Homenaje
En 2015, la editorial Marcial Pons junto con la Universidad Autónoma de Madrid coeditaron un libro colectivo titulado "El historiador consciente. Homenaje a Manuel Pérez Ledesma". Tras una introducción de Florencia Peyrou y Pablo Sánchez León, se presentan una serie de colaboraciones de distintos colegas que pretende dialogar con algún aspecto de su obra. También se incluye una parte de su biografía intelectual e ideológica y de su personalidad, a través de testimonios de algunos de sus colegas docentes.

### Libros
- El obrero consciente: dirigentes, partidos y sindicatos en la II Internacional, Madrid, Alianza Editorial, 1987. ISBN 84-206-2501-9
- Historia del mundo contemporáneo, C.O.U., Madrid, Anaya, 1988. ISBN 84-207-3052-1
- Estabilidad y conflicto social: : España, de los íberos al 14-D, Madrid, Nerea, 1990. ISBN 84-86763-41-X
- Contemporánea: La historia desde 1776, Madrid, Alianza Editorial, 2005. ISBN 978-84-206-4765-4 Con Miguel Artola
- La Constitución de 1869, Iustel, 2010. ISBN 978-84-9890-119-1

### Artículos de revistas
- "Presentación", en Historia y política: Ideas, procesos y movimientos sociales, ISSN 1575-0361, N.º 20, 2008 (Ejemplar dedicado a las izquierdas en la España Democrática), pags. 11-20
- "El lenguaje de la ciudadanía en la España contemporánea" en Historia contemporánea, ISSN 1130-2402, N.º 28, 2004, pags. 237-266
- "Ese artículo de lujo seriamente odioso", Archipiélago: cuadernos de crítica de la cultura", ISSN 0214-2686, Nº 47, 2001, pags. 15-20
- "Memoria de la guerra, olvido del franquismo", Letra internacional, ISSN 0213-4721, N.º 67, 2000, pags. 34-39
- "Protagonismo de la burguesía, debilidad de los burgueses", Ayer, ISSN 1134-2277, N.º 36, 1999 (Ejemplar dedicado a: Italia-España. Viejos y nuevos problemas históricos), pags. 65-94
- "Ciudadanía política y ciudadanía social: Los cambios del 'fin de siglo'", Studia histórica. Historia contemporánea, ISSN 0213-2087, N.º 16, 1998 (Ejemplar dedicado a: La historia transnacional), pags. 35-65
- "Empresarios, políticos e historiadores", Papeles de economía española, ISSN 0210-9107, N.º 73, 1997 (Ejemplar dedicado a: Tribuna joven: Los nuevos historiadores ante el desarrollo contemporáneo de España), pags. 289-293
- Con Juan Ignacio Marcuello Benedicto, "Parlamento y poder ejecutivo en la España contemporánea (1810-1936)", en Revista de estudios políticos, ISSN 0048-7694, N.º 93, 1996, pags. 17-39
- "Una lealtad de otros siglos: En torno a las interpretaciones del carlismo", Historia social, ISSN 0214-2570, N.º 24, 1996, pags. 133-149
- "Una dictadura 'por la gracia de Dios'", Historia social, ISSN 0214-2570, N.º 20, 1994 (Ejemplar dedicado a: Debates de Historia Social en España), pags. 173-194
- "Cuando lleguen los días de la cólera" (Movimientos sociales, teoría e historia), Zona abierta, ISSN 0210-2692, N.º 69, 1994, pags. 51-120
- "Ricos y pobres; Pueblo y oligarquía; Explotadores y Explotados: las imágenes dicotómicas en el siglo XIX español", Revista del Centro de Estudios Constitucionales, ISSN 0214-6185, N.º. 10, 1991, pags. 59-88
- "Las Cortes de Cádiz y la sociedad española", Ayer, ISSN 1134-2277, N.º 1, 1991 (Ejemplar dedicado a: Las Cortes de Cádiz), pags. 167-206
- "La II Internacional (1889-1914): la reconstrucción de la internacional obrera", Historia 16, ISSN 0210-6353, N.º 161, 1989, pags. 55-63
- "Luchas sociales durante el Franquismo", Leviatán: Revista de hechos e ideas, ISSN 0210-6337, N.º 28, 1987, pags. 115-118
- "¿Pablo Iglesias, santo?", Anthropos: Boletín de información y documentación, ISSN 0211-5611, N.º 45-4647, 1985 (Ejemplar dedicado a: Pablo Iglesias. El socialismo en España), pags. 171-175
- "Iglesias, Morato y otros socialistas", Leviatán: Revista de hechos e ideas, ISSN 0210-6337, N.º 20, 1985, pags. 107-110
- "El proletariado y las 'revoluciones proletarias'", Zona abierta, ISSN 0210-2692, N.º 36-37, 1985, pags. 107-128
- Con José Álvarez Junco, "Historia del movimiento obrero: ¿una segunda ruptura?", Revista de Occidente, ISSN 0034-8635, N.º 12, 1982, pags. 19-42
- "Hungría, Checoslovaquia, Polonia: tres modelos de lucha antiburocrática", Leviatán: Revista de hechos e ideas, ISSN 0210-6337, N.º 7, 1982, pags. 25-34
- "En torno a los movimientos campesinos chinos", Agricultura y sociedad, ISSN 0211-8394, N.º 14, 1980, pags. 197-207